# Onthophagus naviculifer
Onthophagus naviculifer es una especie de insecto del género Onthophagus, familia Scarabaeidae, orden Coleoptera.

## Historia
Fue descrita científicamente por Boucomont en 1919.